# Ulises Maldonado
Ulises Maldonado (San Juan, 3 marzo 1989) è un pallavolista portoricano, nel ruolo di opposto.

## Biologia
È stato legato sentimentalmente con la pallavolista Karina Ocasio.

## Carriera

### Club
La carriera di Ulises Maldonado inizia nei tornei scolastici portoricani, giocando parallelamente anche a livello giovanile con la formazione del ; in seguito gioca anche a livello universitario, vestendo la maglia dell'Universidad del Este. Nel corso della stagione 2008, dopo aver recuperato da un infortunio occorso con la nazionale, torna ad allenarsi e debutta coi Gigantes de Carolina nella Liga de Voleibol Superior Masculino. Nella stagione seguente viene ingaggiato dai Caribes de San Sebastián, dove gioca per due annate, venendo premiato come miglior esordiente al termine della prima.
Nel campionato 2011-12 approda ai Cariduros de Fajardo, dove gioca due annate, aggiudicandosi lo scudetto al termine della prima; dopo la conclusione del campionato seguente gioca per la prima volta all'estero, approdando in Finlandia per difendere i colori del Perungan Pojat di Rovaniemi per la seconda parte della Lentopallon Mestaruusliiga 2012-13. Rientrato a Porto Rico, nella stagione 2013-14 gioca per un breve periodo con gli Indios de Mayagüez, che lo cedono ai Plataneros de Corozal, dove completa l'annata e che per la stagione successiva lo cedono a loro volta ai Mets de Guaynabo in cambio di Jean Carlos Ortíz.. 
Dopo aver vestito nel campionato 2015 la maglia dei Changos de Naranjito, nel campionato seguente torna a giocare per i Cariduros de Fajardo. Nella stagione 2017 approda invece ai Gigantes de Adjuntas, coi quali nella stagione seguente raggiunge le finali scudetto e viene premiato come miglior realizzatore e miglior attaccante del torneo. Per la Liga de Voleibol Superior Masculino 2019 si accasa nuovamente coi Changos de Naranjito, mentre dopo la cancellazione del campionato portoricano nel 2020 torna il campo coi Capitanes de Arecibo, disputando la Liga de Voleibol Superior Masculino 2021: con il trasferimento della sua franchigia a Corozal, nell'annata seguente ritorna invece ai Plataneros de Corozal, venendo premiato come MVP della regular season e inserito nello All-Star Team del torneo.
Torna in forza ai Changos de Naranjito nella Liga de Voleibol Superior Masculino 2023: poco dopo l'inizio del torneo la sua partecipazione viene sospesa, non avendo superato un test antidoping nel corso dei precedenti XXIV Giochi centramericani e caraibici; viene quindi sanzionato con una squalifica di tre anni.

### Nazionale
Nel 2008 viene convocato per la prima volta in nazionale, partecipando alla Coppa panamericana; durante il torneo è vittima di un incidente: urta una porta di vetro in albergo, che si frantuma, procurandogli delle ferite aperte al viso, alle spalle e al braccio sinistro, che hanno richiesto un intervento chirurgico immediato; a causa dei lunghi tempi di guarigione salta campionato nordamericano Under-21 e rischia di dover rimandare il proprio debutto nella Liga de Voleibol Superior Masculino. Successivamente conquista la medaglia d'argento alla Coppa panamericana 2017, seguita dal bronzo alla NORCECA Final Four 2023 e ai XXIV Giochi centramericani e caraibici.

## Palmarès

### Club
- Campionato portoricano: 1

2011-12

### Nazionale (competizioni minori)
- Coppa panamericana 2017
- NORCECA Final Four 2023
- Giochi centramericani e caraibici 2023

### Premi individuali
- 2010 - Liga de Voleibol Superior Masculino: Miglior esordiente
- 2018 - Liga de Voleibol Superior Masculino: Miglior realizzatore
- 2018 - Liga de Voleibol Superior Masculino: Miglior attaccante
- 2022 - Liga de Voleibol Superior Masculino: MVP della Regular season
- 2022 - Liga de Voleibol Superior Masculino: All-Star Team